# Darmani Rock
Darmani Rock (* 17. April 1996 in Philadelphia, Pennsylvania) ist ein US-amerikanischer Boxer im Schwergewicht.

## Amateurkarriere
Darmani Rock ist im Stadtteil Germantown aufgewachsen und begann im Alter von zwölf Jahren mit dem Boxen. Er bringt bei einer Körpergröße von 1,96 m rund 113 kg auf die Waage. 2013 gewann er die National Police Athletic Championships in Kalifornien.
2014 gewann er die US-amerikanischen Jugendmeisterschaften in Nevada und wurde daraufhin zu den Panamerikanischen Jugendmeisterschaften nach Ecuador entsandt, wo er im Finalkampf den Argentinier Kevin Espindola 3:0 besiegte und somit auch hier die Goldmedaille gewann. Er nahm auch noch an den Jugend-Weltmeisterschaften 2014 in Bulgarien teil, kam durch vorzeitige Siege gegen die Starter aus Kasachstan, England und Ungarn ins Finale und schlug dort beim Kampf um die Goldmedaille den Deutschen Peter Kadiru nach Punkten. Anschließend nahm er noch an den Olympischen Jugend-Sommerspielen 2014 in China teil und gewann die Silbermedaille, nachdem er diesmal im Finale gegen Peter Kadiru unterlegen war. Zuvor war er wegen Nichtantritts (Walkover) des Argentiniers Kevin Espindola ins Halbfinale eingezogen und hatte dort den Russen Marat Kerimchanow nach Punkten besiegt. Für das Jahr 2014 wurde er mit dem Briscoe Award als Pennsylvanias Amateurboxer des Jahres ausgezeichnet.
2015 ging er erstmals in der Elite-Klasse (Erwachsene) an den Start, gewann die US-amerikanischen Meisterschaften in Washington und die National Golden Gloves in Nevada.

## Profikarriere
Im Februar 2016 unterzeichnete er einen Profivertrag bei Roc Nation Sports und bestritt im Mai 2016 sein erfolgreiches Profidebüt. Nach 17 Siegen in Folge verlor er im Januar 2021 erstmals gegen den ebenfalls ungeschlagenen Michael Polite Coffie.